# 伊凡·巴里安尼
伊凡·巴里安尼（烏克蘭語：Іван Багряний，1906年10月2日—1963年8月25日）是烏克蘭小說家、政治人物，代表作是『老虎捕手』。

## 著作一覽
- 老虎捕手
- 為什麼我不回蘇聯？

等

## 外部連結
- Ivan Bahrianyi at The Library of Congress （页面存档备份，存于）